# ISO 3166-2:HK
Kódy ISO 3166-2 pro Hongkong neidentifikují žádné regiony (stav v roce 2015).